# Rogelia Cruz Martínez
Rogelia Cruz Martínez (Cidade da Guatemala, 31 de agosto de 1940 – Escuintla, 11 de janeiro de 1968) foi uma ativista guatemalteca de esquerda; foi também eleita em 1958 «Miss Universo Guatemala» quando tinha apenas dezenove anos e representou a Guatemala no ano de 1959 no concurso Miss Universo. Foi assassinada por um esquadrão de paramilitares aos 27 anos, devido a sua orientação política.

## Biografia
Rogelia Cruz Martínez nasceu em 31 de agosto de 1940 na Cidade da Guatemala; filha de Miguel Ángel Cruz Franco e de Branca Martínez Flores. Sua mãe provinha de uma família de classe média de Chiquimula e seu pai pertencia a uma família da capital e trabalhava como mestre construtor de obras. Rogelia estudou no Instituto Normal Central para Señoritas Belén, e também tinha aulas de ballet. Em 1955, pouco tempo após a queda do governo de Jacobo Árbenz, ambos os pais de Cruz Martínez morreram em dois meses, e tanto ela como suas duas pequenas gêmeas fraternas ficaram internadas no Instituto Belén.
O costume de escolher “rainhas” foi introduzida na Guatemala pelo governo do general Jorge Ubico Castañeda, iniciando com a escolha da rainha de independência. Conforme passaram nos anos, mais e mais instituições começaram a eleger rainhas para diferentes ocasiões, incluindo associações empresariais e universidades. Em 1955, Guatemala uniu-se à eleição de Miss Universo, e para este evento Rogelia Cruz Martínez, naquele tempo estudante de arquitetura na Universidade de São Carlos da Guatemala (USAC), foi eleita Miss Universo Guatemala em 1958; em 1959 participou no concurso de Miss Universo em Long Beach, Califórnia.
Dois anos mais tarde conheceu a Carlos Batres Luna, com quem teve uma relação sentimental durante cinco anos. Estudava e ao mesmo tempo trabalhava num banco para sustentar suas irmãs. Poucos anos depois mudou seu trabalho por um posto num canal de televisão. Mas estes foram também os anos de uma crescente organização universitária, com a fundação da Frente Unido del Estudiante Guatemalteco Organizado (FUEGO), que culminou com os protestos em massa e manifestações do setor educativo apoiado por uma ampla aliança de setores populares em 1962 contra o governo do general Miguel Ydígoras Fuentes. Enquanto Cruz Martínez levava uma vida exemplar em frente a sua família, através de seus contatos universitários, em segredo incorporava-se na Frente Guerrilheira "Edgar Ibarra" e levava a cabo o trabalho administrativo na capital. Em 1965, o exército foi ao local onde vivia junto com suas irmãs e encontrou armas e outros utensílios para a luta armada. Ela foi encarcerada, e ao sair do cárcere poucos meses depois teve que procurar nova casa e um novo trabalho. No ano seguinte, a antiga rainha incorporou-se à Juventude Patriótica do Trabalho (JPT), organização juvenil do Partido Guatemalteco do Trabalho (PGT), e sua militância finalmente provocou o fim de seu relacionamento com Carlos Batres Luna.
Em 1966, o grupo guerrilheiro Fuerzas Armadas Rebeldes (FAR) tentou sequestrar a um de seus tios, e nesta operação desventurada matou a este e a seu filho. No entanto, ela seguiu com sua colaboração com a guerrilha. Apesar de sua delicada situação de segurança, nem o PGT nem as FAR ofereceram-lhe proteção. 
Naquela época, Cruz Martínez era noiva do comandante guerrilheiro Leonardo Castillo Johnson.  Foi raptada em dezembro de 1967, e encontrada morta em 11 de janeiro de 1968 perto de uma ponte próxima a Escuintla, Guatemala. Sua associação com Johnson foi provavelmente a causa de seu assassinato.

## Desaparecimento e morte
Em dezembro de 1967 foi detida por uma infração de trânsito, mas foi libertada devido às ameaças feitas pelas organizações clandestinas Partido Guatemalteco do Trabalho (PGT) e Forças Armadas Rebeldes (FAR) ao juiz que presidia o caso. No entanto, desapareceu pouco tempo depois de ser liberta e nunca mais foi vista com vida. Em 11 de janeiro de 1968, seu corpo foi encontrado, nu e com indícios de tortura nas proximidades de Escuintla: queimaram-na com cigarros, sofreu ultraje e mutilação, e depois foi jogada em um rio. A necropsia revelou que estava grávida de três meses.
O assassinato de Cruz repercutiu no mundo inteiro e deu lugar a uma série de assassinatos de represália: o PGT vingou-se atacando a um grupo de militares estadunidenses, matando a dois e ferindo a um terceiro e o exército guatemalteco respondeu assassinando Johnson.